# Antoni Henryk Bekier
Antoni Henryk Bekier (ur. 4 maja 1903 w Sompolnie, zm. 14 marca 1978 w Bielsku-Białej) – polski chirurg, wieloletni dyrektor Szpitala Miejskiego nr 2 im. dr Józefa Rostka w Chorzowie.

## Życiorys
Po ukończeniu szkoły średniej w Kole, w 1922 podjął studia medyczne na Uniwersytecie Warszawskim w Warszawie.
Po obronie dyplomu lekarskiego w listopadzie 1928, podjął pracę w uniwersyteckiej Klinice Ginekologiczno-Położniczej w Warszawie.
Na początku 1929 przeprowadził się do Królewskiej Huty (obecnie Chorzów). Podjął pracę, jako asystent na Oddziale Chirurgicznym Szpitala Spółki Brackiej w Królewskiej Hucie (obecnie Chorzów).
Z końcem 1934 rozpoczął pracę jako ordynator Oddziału Chirurgicznego Szpitala św. Jadwigi, późniejszego Szpitala Miejskiego nr 2 im dr Józefa Rostka. W grudniu 1935 został jego dyrektorem.
Po wybuchu II wojny światowej na krótko wyjechał z Chorzowa. W listopadzie 1939 powrócił do pracy w chorzowskim szpitalu jako asystent. Pod koniec stycznia 1945 roku ponownie został ordynatorem Oddziału Chirurgicznego oraz dyrektorem szpitala. Pracował w nim aż do emerytury; był również kierownikiem Przyszpitalnej Poradni Chirurgicznej.
W 1973, po przejściu na emeryturę przeprowadził się do Bielska-Białej. Przez dwa lata pracował tam jako chirurg w Przychodni Zakładowej Fabryki Samochodów Małolitrażowych.
Zmarł 14 marca 1978 w Bielsku-Białej, został pochowany na cmentarzu parafii pw. św Barbary w Chorzowie.

## Odznaczenia
Odznaczony Krzyżem Komandorskim Orderu Odrodzenia Polski oraz Srebrnym Krzyżem Zasługi.
W maju 1990, w uznaniu jego zasług, nazwano jego imieniem pawilon chirurgiczny Szpitala Miejskiego nr 2 im. dr Józefa Rostka w Chorzowie, upamiętniając to tablicą wmurowaną przy wejściu.